# Tomas Lindahl
Tomas Robert Lindahl (Stockholm, 28 januari 1938) is een Zweeds arts die gespecialiseerd is in kankeronderzoek. In 2015 kreeg hij samen met Paul Modrich en Aziz Sancar de Nobelprijs voor Scheikunde voor hun mechanische studies van DNA-reparatie.

## Biografie
Lindahl werd geboren in Stockholm als zoon van Folke Robert Lindahl en Ethel Hulda Hultberg. Hij promoveerde in 1967 aan het Karolinska-instituut op de thesis "On the structure and stability of nucleic acids in solution". Als post-doc was hij werkzaam in de Verenigde Staten aan de Princeton-universiteit (1964-1967) en de Rockefeller-universiteit (1967-1969). Daarna keerde hij terug naar Zweden om in 1970 zijn mastergraad te behalen aan het Karolinska-instituut.
Van 1978 tot 1981 was hij hoogleraar Medische en Fysiologische Chemie aan de Universiteit van Göteborg. Sedert 1981 verricht hij onderzoek aan het London Research Institute en het Koninklijk Kankeronderzoekfonds (later Cancer Research UK) in Londen. In 2009 ging hij met pensioen. Als emeritus is hij groepsleider bij het Francis Crick Institute en emeritus directeur bij Cancer Research UK, Clare Hall-laboratorium in Hertfordshire.

## Werk
Eind jaren zestig deed Lindahl onderzoek aan RNA, een molecuul dat lijkt op DNA en dat ook genetische informatie bevat. Hij nam waar dat RNA bij verhitting veel sneller beschadigt dan aanvankelijk werd verwacht en ging onderzoeken of dit ook gold voor DNA – een molecuul waarvan wetenschappers aannamen dat het zeer stabiel was. Via experimenten ontdekte hij dat DNA ook onderhevig is aan beschadiging en afbraak. Hij berekende dat er dagelijks duizenden keren ernstige schade ontstaat aan het DNA. Hij kwam hierdoor tot de conclusie dat levende cellen moesten beschikken over een mechanisme dat fouten in het DNA kan repareren. Dit inzicht vormde het begin van een compleet nieuw onderzoeksveld.
Vervolgens ging Lindahl op zoek naar de moleculaire componenten van dit herstelmechanisme. In 1974 publiceerde hij de ontdekking van een bacterieel enzym dat beschadigd cytosine kan herkennen en verwijderen uit DNA. Later ontdekte hij hoe dit enzym dit doet, namelijk via het mechanisme base excision repair (BER). Bij dit mechanisme spelen een aantal enzymen een rol. Het enzym glycosylase herkent en verwijdert het beschadigde cytosine-deel waarna het enzym polymerase ervoor zorgt dat er op de ontstane plaats een nieuw cytosine-deel in de DNA-streng wordt ingebracht. Dat dit proces ook in menselijke cellen plaatsvindt wist hij in 1996 aan te tonen.
1901: Van 't Hoff ·
1902: E. Fischer ·
1903: Arrhenius ·
1904: Ramsay ·
1905: Baeyer ·
1906: Moissan ·
1907: Buchner ·
1908: Rutherford ·
1909: Ostwald ·
1910: Wallach ·
1911: Curie ·
1912: Grignard, Sabatier ·
1913: Werner ·
1914: Richards ·
1915: Willstätter ·
1918: Haber ·
1920: Nernst ·
1921: Soddy ·
1922: Aston ·
1923: Pregl ·
1925: Zsigmondy ·
1926: Svedberg ·
1927: Wieland ·
1928: Windaus ·
1929: Harden, Euler-Chelpin ·
1930: H. Fischer · 
1931: Bosch, Bergius ·
1932: Langmuir ·
1934: Urey ·
1935: F. Joliot-Curie, I. Joliot-Curie ·
1936: Debye ·
1937: Haworth, Karrer ·
1938: Kuhn ·
1939: Butenandt, Ružička ·
1943: Hevesy · 
1944: Hahn ·
1945: Virtanen ·
1946: Sumner, Northrop, Stanley ·
1947: Robinson · 
1948: Tiselius · 
1949: Giauque ·
1950: Diels, Alder ·
1951: McMillan, Seaborg ·
1952: Martin, Synge ·
1953: Staudinger ·
1954: Pauling ·
1955: Vigneaud ·
1956: Hinshelwood, Semjonov ·
1957: Todd ·
1958: Sanger ·
1959: Heyrovský ·
1960: Libby ·
1961: Calvin ·
1962: Perutz, Kendrew ·
1963: Ziegler, Natta ·
1964: Hodgkin ·
1965: Woodward ·
1966: Mulliken ·
1967: Eigen, Norrish, Porter ·
1968: Onsager ·
1969: Barton, Hassel ·
1970: Leloir ·
1971: Herzberg ·
1972: Anfinsen, Moore, Stein · 
1973: E.O. Fischer, Wilkinson · 
1974: Flory ·
1975: Cornforth, Prelog ·
1976: Lipscomb ·
1977: Prigogine · 
1978: Mitchell ·
1979: Brown, Wittig ·
1980: Berg, Gilbert, Sanger ·
1981: Fukui, Hoffmann ·
1982: Klug ·
1983: Taube ·
1984: Merrifield ·
1985: Hauptman, Karle ·
1986: Herschbach, Lee, Polanyi ·
1987: Cram, Lehn, Pedersen ·
1988: Deisenhofer, Huber, Michel ·
1989: Altman, Cech ·
1990: Corey ·
1991: Ernst ·
1992: Marcus ·
1993: Mullis, Smith ·
1994: Olah ·
1995: Crutzen, Molina, Rowland ·
1996: Curl, Kroto, Smalley ·
1997: Boyer, Walker, Skou ·
1998: Kohn, Pople ·
1999: Zewail ·
2000: Heeger, MacDiarmid, Shirakawa ·
2001: Knowles, Noyori, Sharpless ·
2002: Fenn, Tanaka, Wüthrich ·
2003: Agre, MacKinnon ·
2004: Ciechanover, Hershko, Rose ·
2005: Grubbs, Schrock, Chauvin ·
2006: Kornberg ·
2007: Ertl ·
2008: Shimomura, Chalfie, Tsien ·
2009: Steitz, Yonath, Ramakrishnan ·
2010: Heck, Negishi, Suzuki ·
2011: Shechtman ·
2012: Kobilka, Lefkowitz ·
2013: Karplus, Levitt, Warshel ·
2014: Betzig, Hell, Moerner ·
2015: Lindahl, Modrich, Sancar ·
2016: Sauvage, Stoddart, Feringa ·
2017: Dubochet, Frank, Henderson · 
2018: Arnold, Winter, Smith ·   
2019: Goodenough, Whittingham, Yoshino ·
2020: Charpentier, Doudna ·
2021: List, MacMillan ·
2022: Bertozzi, Meldal, Sharpless ·
2023: Bawendi, Brus, Jekimov ·
2024: Baker, Hassabis, Jumper